# سانتا کروس د پینارس
سانتا کروس د پینارس دهستانی در استان آبیلای در کشوراسپانیا است.
در این دهستان بیش از ۵۰۰ نفر زندگی می‌کنند. مساحت این دهستان ۴۱٫۳۳ کیلومتر مربع است.